# نشأة الكون

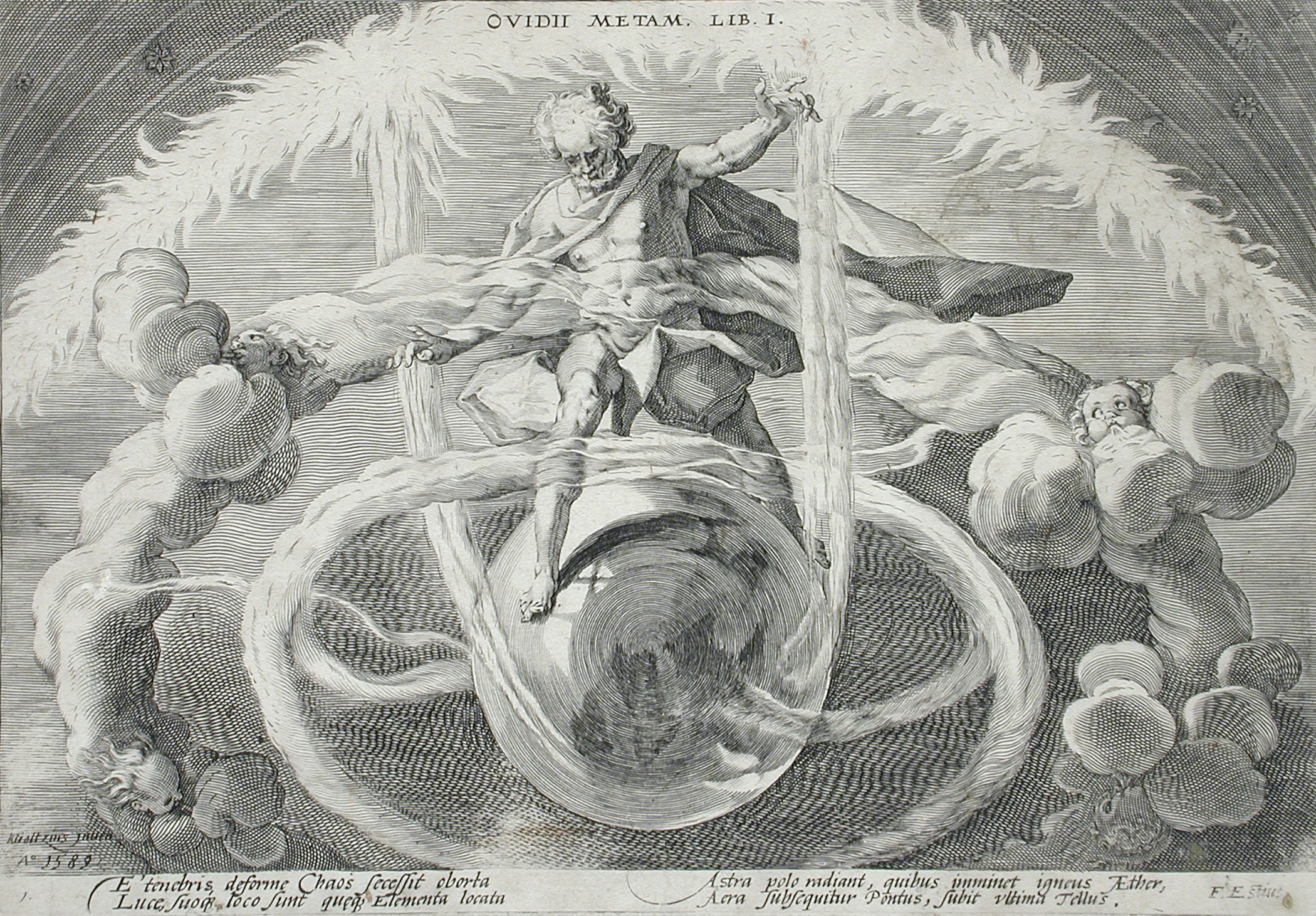
كتاب خلق العناصر الأربعة كما نشره هولاند عام 1589 من كتاب أوفيد: الاستحالات

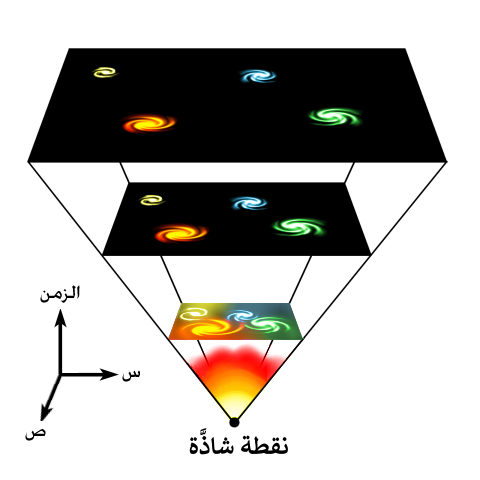
تحظى نظرية الانفجار العظيم، التي تفسر تطور الكون من حالة السخونة والكثافة، بقبول واسع النطاق لدى الفيزيائيين.

نشأة الكون أو علم نشأة الكون (بالإنجليزية: Cosmogony)‏ هو أي نظرية تتعلق بقدوم (أو أصل) النظام أو الكون الذي نحن فيه أو ما يدعى بحقيقة الكائنات الواعية ذات الحس. حيث أن تطوير نموذج نظري كامل له مقتضيات ونتائج على كل من فلسفة العلوم ونظرية المعرفة. حيث تحاول كل نظرية من نظريات نشأة الكون تفسير حالة الأجرام الكونية التي نشاهدها الآن على أنها ناشئة من حالة سابقة، والحالة السابقة يجب اختيارها بحيث تكون المادة فيها على صورة بسيطة بقدر الإمكان وبالتالي معقولة في شرحها، فعلى سبيل المثال يفترض سديم غازي غير منتظم الشكل كمصدر لتطور المجموعات النجومية أو المجموعة الشمسية، وللمحافظة على الناحية العلمية لنظريات نشأة الكون وحتى لا تدخل في متاهات ومضاربات فإننا نفترض أن الأجرام السماوية التي نشاهدها قد نشأت وتطورت حسب القوانين الطبيعية المعروفة.
تزداد صعوبة أي نظرية من نظريات نشأة الكون كلما كثرت الظواهر التي يجب تفسيرها والتي تنشأ معا في حالة بداية مشتركة. فعلى سبيل المثال نجد أن نشأة المجموعة الشمسية أصعب بكثر من نشأة نجم بذاته أو حشد نجومي بمفرده. لهذا السبب فأننا نلجأ حاليًا إلى العمل نظريات لنشأة وتطور أجرام خاصة أو مجموعة أجرام مثل النجوم أو الحشود النجمية؛ أي أننا لا نحاول تفسير نشأة كل الأجرام السماوية باستخدام نظرية واحدة.
أن جميع نظريات نشأة الكون لا تزال غير ماكده بل انها تحمل طابع الافتراضات وهذا يأتي من أن مسائل نشأة الكون تعتبر من المشاكل الصعبة في الفلك ولا يمكن معالجتها إلا بمعرفة تامة بالأسس الطبيعية والفلكية، يضاف إلى ذلك أن عمليات نشأة الأجرام السماوية تسير ببطء شديد، بحيث لا يمكن متابعة تطورها مباشرة.